# Pavel Kruglov
Pavel Nikolaevič Kruglov (in russo Павел Николаевич Круглов?; Mosca, 17 settembre 1985) è un pallavolista russo.

## Palmarès

### Club
- Coppa CEV: 1

2014-15

### Nazionale (competizioni minori)
- Campionato europeo under 19 2003
- Campionato mondiale under 21 2005

### Premi individuali
- 2003 - Campionato europeo pre-juniores: MVP
- 2015 - Coppa CEV: MVP